# Возвращение Аватара
«Возвращение Аватара» (англ. The Avatar Returns) — второй эпизод первого сезона американского мультсериала «Аватар: Легенда об Аанге».

## Сюжет
Аанг и Катара возвращаются с корабля, но Сокка гонит мага воздуха из деревни, так как винит его в подаче сигнала народу Огня. Катара защищает Аанга, но Сокку поддерживает Пра-пра. Тогда Катара решает, что уйдёт вместе с Аангом. Однако он не хочет, чтобы она ссорилась с семьёй и улетает на Аппе один. Катара ругает бабушку и уходит. Сокка готовится к прибытию людей Огня. Аанг замечает, что их корабль направляется в деревню и, оставляя Аппу, спешит обратно. Корабль племени Огня пробивает стену деревни и с палубы спускается принц Зуко с несколькими солдатами. Он требует от жителей выдать человека, которого они прячут, никак не называя того. Сокка пытается противостоять ему, но Зуко легко справляется с ним. Аанг возвращается в деревню и сбивает Зуко с ног. Принц удивляется, что Аватар — мальчишка. Катара и Сокка также поражены, узнав, что Аанг — Аватар. Они начинают сражаться, и когда Зуко выпускает огонь, Аанг не хочет, чтобы кто-то из деревни пострадал. Он соглашается уйти с принцем, если тот оставит жителей в покое.
Когда люди Огня уводят Аанга, Катара переживает и хочет спасти друга. Сокка готовит лодку к отплыву. Пра-пра даёт им вещи в дорогу и прощается с внуками. Катара говорит, что на лодке им не догнать военный корабль, и тогда появляется Аппа. Они садятся на него. На корабле Зуко говорит Аангу, что тот будет подарком для его отца, и приказывает закрыть Аватара в карцере. Когда солдаты ведут его в нижнем коридоре, он с помощью магии воздуха сбегает от них. Сокка и Катара пытаются заставить Аппу лететь, плывя на нём по воде, но тот ни в какую. Сокка вспоминает, какие слова Аанг произносил, чтобы Аппа взлетел, и говорит их. Они поднимаются в небо. Тем временем Аанг пробегает ещё один коридор и натыкается на спящего дядю Айро. После он находит свой шест в другой комнате, где его поджидает Зуко. Он закрывает дверь и признаёт, что недооценил мальчишку. Они ведут битву, и Аанг одерживает верх, а затем поднимается наверх корабля. Он хочет улететь с корабля на планёре, но Зуко не позволяет ему этого, прыгнув и схватив его. К кораблю летит Аппа. Зуко сбрасывает Аватара с корабля в воду, и Катара кричит. В глубине моря Аанг входит в состояние Аватара и вырывается на верх с сильным потоком воды. Приземлившись на судно, он разносит людей Огня, а затем, выйдя из своего состояния, падает от ослабления. Сокка и Катара поднимают его. Первый также идёт подобрать шест Аватара, но за тот держится Зуко, который чуть не упал с корабля. Сокка отбирает у него планёр и возвращает Аангу. Когда приближаются солдаты, Катара случайно замораживает ноги брата. Затем она исправляется, заморозив солдат. Сокка ломает лёд под собой, и команда улетает на Аппе. Дядя Айро и Зуко пытаются их сбить, образовав огненный шар, но Аанг отталкивает его к ледяной скале, которая обрушивается и перегораживает путь кораблю. Принц приказывает следовать за Аватаром, когда все оттают. Летя на Аппе, Катара спрашивает, почему Аанг не сказал им, что он Аватар. Он отвечает, что умолчал об этом, потому что не желает им быть. Катара убеждает его, что Аватар нужен людям, чтобы положить конец войне, и вместе они решают двигаться на Северный полюс, дабы Катара и Аанг обучались магии воды.

## Отзывы

Динамика оценок IGN к эпизодам 1 сезона мультсериала

Тори Айрленд Мелл из IGN поставил эпизоду оценку 9,3 из 10 и написал, что «в „Возвращении Аватара“ у нас есть возможность увидеть и узнать немного больше о том, что движет персонажами и кем они являются в душе на самом деле». Рецензент подметил, что «Сокка, например, показывает своё истинное „я“ воина и действительно выглядит довольно круто в этом образе». В конце критик посчитал, что «это очень сильное начало мультсериала».
Хайден Чайлдс из The A.V. Club подметил тот факт, что «когда принц Зуко ненадолго пленит Аанга, он узнаёт, что даже несмотря на то, что Аанг — маленький ребёнок, он по-прежнему грозный противник».
Даниэль Монтесиноса-Донахью из Den of Geek написал про уместность того, «что все эти дети в подростковом возрасте реагируют на что-то за пределами их понимания». Он продолжил, что «Катара упряма из-за своего желания стать магом воды, Зуко — сердитый подросток, а Аанг всё ещё достаточно наивен, чтобы шутить о том, как использовать веселье для победы над народом Огня». Рецензент также отметил Сокку, когда тот «надел ботинки своего старшего брата и отдавал приказы, пытаясь восполнить роль его отсутствующего отца».
Screen Rant и CBR поставили серию на 9 место в топе лучших эпизодов 1 сезона мультсериала по версии IMDb.